# Amphinemura leigong
Amphinemura leigong är en bäcksländeart som beskrevs av Wang och Du 2006. Amphinemura leigong ingår i släktet Amphinemura och familjen kryssbäcksländor. Inga underarter finns listade i Catalogue of Life.